# Radio WIXOSS
- WIXOSS > selector infected WIXOSS > Radio WIXOSS
- WIXOSS > Lostorage incited WIXOSS > Radio WIXOSS

『radio WIXOSS』（レディオ ウィクロス）シリーズは、タカラトミー発売のトレーディングカードゲーム（TCG）『WIXOSS』およびテレビアニメの第1シリーズ『selector』、第2シリーズ『Lostorage』の関連番組として音泉とBEWEで配信されているインターネットラジオ番組のシリーズである。

## 出演者
- 加隈亜衣（小湊るう子 役）
  - 『selector radio WIXOSS』および『conflated edition』のパーソナリティ。
  - 対決企画で3敗したため、パーソナリティを降板した放送回がある。その際は下記の久野美咲のように音声素材も使われた。
  - 第34回のオープニングは蒼井晶（声：赤﨑千夏）がメインパーソナリティのラジオ（乗っ取り回）という体裁で始まり、番組サイトのロゴも「selector akiradio WIXOSS」（セレクター・アキラジオ・ウィクロス）に変更されていた。

- 橋本ちなみ（穂村すず子 役）
  - 『Lostorage radio WIXOSS』および『conflated edition』のパーソナリティ。

- 久野美咲（タマ 役）
  - 『selector radio WIXOSS』開始当初はパーソナリティではなく、パートナー名義で事前録音した音声素材を流す形式（天の声）で出演していた。第10, 11, 14回他は本人がゲストとして出演。この音声は久野美咲本人が収録に登場した際等は区別できるよう久野ポン[注 1]と呼ばれる。
  - 2014年7月26日に放送されたニコニコ生放送「『selector infected WIXOSS』1話～4話上映会とニコ生スペシャル」ではリスナーに募集した追加音声を録音した。
  - 第40回（2015年4月9日）の番組リニューアル後はパーソナリティとして直接出演するようになり『-Booster Pack-』では本人と久野ポンの両方が登場するようになった。『conflated edition』では再び久野ポン役での出演となる。

- 伊藤静（リル 役）
  - 『Lostorage radio WIXOSS』のパーソナリティ。『conflated edition』では久野ポンの相方のしずかポンとして出演する。

以下の2名はタカラトミー社員で、一部のコーナーに出演。
- 本村康祐
  - 1990年12月26日生まれ、山形県出身大阪府育ち。タカラトミーの社員（2013年入社）として「WIXOSS! 何でも質問コーナー!」に登場（後述参照）。『オールナイトニッポン0』でパーソナリティを務めていたことを生かして、ものまねや軽妙なトークでカードゲームの説明や質問に答えている。
  - 『-Booster Pack-』では「WIXOSS文化祭実行委員会」および「WIXOSSガチンコジム」、『劇場版』では「WIXOSSカード開発室」に登場した。『Lostorage radio WIXOSS』では上司の山口朋にレギュラーを譲ったが『-Booster Pack-』では「ウィクロス商店」コーナーで再登場した。

- 山口朋
  - タカラトミー社員（2007年入社）。WIXOSSのプロデューサー。『selector radio WIXOSS -Booster Pack-』のコーナー「リーディング! フレーバーテキスト!」に登場し、カードの解説を行っていた。『Lostorage radio WIXOSS』では「ウィクロスクールR組」のコーナーで本村に代わりレギュラー出演していた。

## selector radio WIXOSS
『selector radio WIXOSS』（セレクター レディオ ウィクロス）は、アニメ第1シリーズ『selector』（セレクター）の関連番組。2014年7月3日から2015年7月2日まで、毎週木曜日に配信されていた。第52回で本放送を一旦終了し、2015年7月16日から12月17日までの第53 - 59回は月1回不定期（いずれかの週の木曜日）配信の『selector radio WIXOSS -Booster Pack-』（ - ブースターパック）、2016年1月14日の第60回から3月31日の第65回までは隔週木曜日配信の劇場版『selector radio WIXOSS』（げきじょうばん - ）へそれぞれリニューアルして放送された（『Booster Pack』『劇場版』とも放送回数は前身番組からの合算でカウント）。SP回を2016年4月21日に配信。
掛け声として番組開始時は「オープン!」、番組の締めは「ターンエンド!」が使われる。

### コーナー（selector）
第1〜第39回
ふつおた
パーソナリティへの質問やメッセージ、アニメの感想などのリスナーから募集したメールを紹介するコーナー。
セレクター対決企画
ゲストがセレクター役の場合、加隈とゲストが対決企画を行うコーナー。
ルリグにお願い
ゲストがルリグ役の場合、ゲストが加隈の願いを叶えるコーナー。加隈の願いとしてスタッフが記したカードを用意し、それをゲストに引かせ、成就させようとする。
みんなの願いは何々?
セレクター同士のバトルに勝ち続ければ自分の「願い」が叶うと言われている作品にちなんで、リスナーの願い事を募集し、紹介するコーナー。
発動! オリジナルアーツ&スペル!
カードゲーム『WIXOSS』の中には「必殺技・アーツ」「呪文・スペル」があり、そこで日常の中で「○○フェイズ（こんな時）に使うリスナーオリジナルのアーツやスペル」を募集し紹介するコーナー。
WIXOSSの部屋・WIXOSS! 何でも質問コーナー!
カードゲーム『WIXOSS』に関する質問にタカラトミーの開発担当の本村康祐が答えていくコーナー。元『ANN0』パーソナリティの経験を生かして、ドラムロール後にものまね（本田圭佑、織田裕二、森本レオなど）披露するのが恒例になっている。コーナー名はテレビ朝日系列で放送されている徹子の部屋のパロディで、コーナータイトルコールと説明は久野が黒柳徹子のものまねをしている。
情報フェイズ
『selector』や『WIXOSS』に関する情報を久野が伝える。サイレンが鳴ると「おや! ここで情報がグロウされました」と言い、続きは加隈に追加情報を任せる。ゲストにも読ませる場合もある。
ラジオCD収録データではカットされている。
曲紹介
『selector』関連の曲を流すコーナー。久野がコーナー説明をするが、「曲紹介は、加隈さんお願いします」と曲名自体は加隈に任せるようになっている。2週目はゲストに曲名を言わせようとするのがお約束になっている。
ラジオCD収録データではカットされている。
オリジナルカードの作成
当番組をイメージした「イラストのアイデア」と「右下のテキスト案」を募集。番組紹介ページで用意されたカードにイラストやテキストを入れ込んでいき、最終的にプロに発注する予定。番組中では『WIXOSSの部屋』のコーナーで紹介される。
第40〜52回
ふつおた
第1〜第39回と同じ。
私達は、受け入れる
人に話して受け入れてもらえなかった事をリスナーに送ってもらい、パーソナリティが受け入れるか受け入れないで判定するコーナー。
このお題は○○
お題の○○の部分に入る言葉をリスナーに送ってもらい、紹介するコーナー。
例えば第41回のお題は「その存在は○○」であり、『spread』6話のタイトル「その存在は漆黒」を題材にしている。
WIXOSSができるまで
カードゲームに関わるゲストを呼び、『WIXOSS』をより深く理解していくコーナー。
リスナーにはカードゲームに関する「疑問・質問」を書いて送ってもらい、コーナー内で紹介する。
WIXOSSの部屋・WIXOSS! 何でも質問コーナー!
第1回～第39回と基本的に同じだが、久野の録音音声を流さなくなった。
情報フェイズ
第1〜第39回と基本的に同じだが、久野の録音音声を流さなくなり、全て直接紹介する形式となった。
曲紹介
第1〜第39回と基本的に同じだが、久野の録音音声を流さなくなった。
オリジナルカードの作成
第1〜第39回と同じ。
Booster Pack 第53回〜59回
ふつおた
第40〜52回と同じ。
WIXOSS文化祭実行委員会
2015年10月12日に行われるイベント「WIXOSS文化祭」を盛り上げるためにディスカッションをしていくコーナー。本村康祐が登場する。
各回に「WIXOSSを一緒にする友達がいない」といったテーマについてリスナーにメールを募集し紹介する形式をとっている。
「WIXOSS文化祭」開催に伴い、＃56にて終了。
WIXOSSカード開発室
第58回から開始。WIXOSS文化祭の企画を一緒にやったということで、加隈と久野はもうタカラトミー社員みたいなということから、WIXOSSの開発チームとして開発業務に携わる。
リスナーからは、フレーバーテキストを募集し、「いつ、どこで、誰が、何をしたか」形式で作成する。
WIXOSSのある生活
リスナーに「WIXOSSをプレイしたおかげでこんな事がありました。」という出来事についてメールを募集し紹介するコーナー。
番組ホームページには「送ってもらったメッセージは全て信じます♪ (^▽^;)」とあり、その体裁でコーナーが進む。
リーディング! フレーバーテキスト!
WIXOSSのカードに書かれているフレーバーテキストを加隈亜衣と久野美咲が読むコーナー。
山口朋が登場し、フレーバーテキストのエピソードを紹介する。
情報フェイズ
第40〜52回と同じ。
WIXOSSガチンコジム
番組本編とは別途に、ニコニコ動画の『＜音泉＞チャンネル』で配信する映像コンテンツ。
本村康祐が対戦で使えるコンボやオススメ新カードやデッキの紹介を行う。 加隈亜衣、久野美咲も音声で登場する。
- 曲紹介のコーナーは無くなった。
- 「オリジナルカードの作成」は投稿フォームでは選択できるものの、2015年8月現在は特に募集を告知していない。

劇場版 第60回〜
劇場版嘘予告
劇場版のプロモーション予告を行うミニコント的なコーナー。内容は劇場版とは全く異なり、ラブコメ調、動物園の動物脱走、バンド結成等となっている。
selector destructed question
映画に関する質問をリスナーから募集し、出演者が答える。ネタバレに抵触する部分は、destructedするとして、エフェクトが被せられる。
selector destructed予想 WIXOSS
映画の内容をリスナーに予想してもらうコーナー。真面目な回答でない場合でもパーソナリティに「アリ」と判断される場合はあるが、出演者が「ナシ」と判断された場合はdestructed（メール内容が残念な効果音と共に捨て）させられる。劇場版の公開より第62回で終了。
久野ポンの冒険
ラジオCDのVol.5の音泉通販限定特典となるドラマCD「久野ポンの冒険」の筋書き（登場キャラクターが取った行動）を募集する。
第64回で終了。
WIXOSSカード開発室（WIXOSS新カード開発会議室）
第58回から継続。
情報フェイズ
第53〜59回と同じ。
- ふつおたは募集しているが、フリートーク中でも、読まれていない回がある。
- 曲紹介を行う回がある。
- 「WIXOSSガチンコジム」は投稿フォームでは選択できるものの、2015年11月19日（第58回放送分）より更新されていない。

### 放送リスト（selector）
2014年
- ＃1（7月3日）
- ＃2・＃3（7月10日・7月17日） 赤﨑千夏（蒼井晶 役）
- ＃4・＃5（7月24日・7月31日） 大西沙織（ピルルク 役）
- ＃6・＃7（8月7日・8月14日） 高橋未奈美（緑子 役）
- ＃8・＃9（8月21日・8月28日） 瀬戸麻沙美（浦添伊緒奈 役）
- ＃10・＃11（9月4日・9月11日） 久野美咲（タマ 役）
- ＃12・＃13（9月18日・9月25日） 川澄綾子（花代 役）
- ＃14（10月2日） 久野美咲（タマ 役）、佐倉綾音（紅林遊月/ユヅキ 役）、茅野愛衣（植村一衣 役）、赤﨑千夏（蒼井晶 役）、瀬戸麻沙美（浦添伊緒奈/イオナ 役）
- ＃15（10月9日） 分島花音（主題歌アーティスト）
- ＃16（10月16日） 杜野まこ（ちより 役）
- ＃17（10月23日） 久野美咲（タマ 役）
- ＃18・＃19（10月30日・11月6日） 佐倉綾音（紅林遊月/ユヅキ 役）
- ＃20・＃21（11月13日・11月20日） 新井里美（エルドラ 役）
- ＃22・＃23（11月27日・12月4日） 茅野愛衣（植村一衣 役）
- ＃24（12月11日） 久野美咲（タマ 役）
- ＃25・＃26（12月18日・12月25日） 櫻井浩美（ふたせ文緒 役）

2015年
- ＃27・＃28（1月8日・1月15日） 種田梨沙（繭 役）
- ＃29（1月22日）
- ＃30・＃31（1月29日・2月5日） 長妻樹里（アン 役）
- ＃32・＃33（2月12日・2月19日） 久保田民絵（小湊ハツ 役）、石谷春貴（小湊歩 役）
- ＃34・＃35（2月26日・3月5日） 赤﨑千夏（蒼井晶 役）
- ＃36・＃37（3月12日・3月19日）小林裕介（紅林香月 役）
- ＃38（3月26日）杜野まこ（ちより 役）
- ＃39（4月2日）Cyua（主題歌アーティスト）
- ＃40（4月9日）山口朋（タカラトミー）
- ＃41・#42（4月16日・4月23日）
- ＃43（4月30日）金澤拓也（タカラトミー）
- ＃44（5月7日）八十岡翔太（ホビージャパン）
- ＃45〜＃50（5月14日〜6月18日）
- ＃51（6月25日） 原伸吉（タカラトミー）
- ＃52（7月2日）日高里菜（ミルルン 役）

2015年（Booster Pack）
- ＃53・#54（7月16日・8月6日）
- ＃55（9月17日）五十嵐裕美（ウムル 役）、古木のぞみ（タウィル 役）
- ＃56（10月8日）渡辺琴音（WIXOSSガール）
- ＃57（11月5日）日高里菜（ミルルン 役）、種田梨沙（繭 役）
- ＃58（11月19日）
- ＃59（12月17日）

劇場版
2016年（劇場版）
- ＃60（1月14日）赤﨑千夏（蒼井晶 役）
- ＃61（1月28日）茅野愛衣（植村一衣 役）
- ＃62（2月11日）分島花音（主題歌アーティスト）
- ＃63（2月25日）高橋未奈美（緑子 役）
- ＃64（3月10日）大西沙織（ピルルク 役）
- ＃65（3月31日）
- ＃SP（4月21日）

### 公開録音・イベント（selector）
- selector & WIXOSS festival 『selector spread WIXOSS』放送直前スペシャルイベント（2014年9月27日）
東京都六本木で行われる『selector』のイベントにて収録。＃14にて放送。
- 「selector radio WIXOSS」公開録音 Phase.2 〜あるあるselector!?〜（2014年12月7日）
福岡県小倉で行われる北九州ポップカルチャーフェスティバル2014にて収録[3]。＃24にて放送。
- selector radio WIXOSS出張ティーチングステージ（2015年10月12日）
東京都新宿区芸能花伝舎で行われる『ウィクロス文化祭』でのステージプログラムの1つ。
特別ゲストとして久野美咲（タマ 役）、五十嵐裕美（ウムル 役）、古木のぞみ（タウィル 役）が参加する[4]。司会進行は他のプログラムと同様に本村康祐（タカラトミー）と渡辺琴音（WIXOSSガール）が行った。
内容はWIXOSSの初心者である五十嵐裕美と古木のぞみが、久野美咲を先生役に見立て、ティーチングとしてWIXOSSの対戦を行うもの。久野美咲もルールに詳しくないため、本村や山口朋が舞台脇から観客にカンペを出し、顧客がカンペの「ばっちりでーーーす」、「むしろルールが間違っている!」といった言葉で、久野達を褒めまくるという体裁で行われた。

「ウィクロス文化祭」には「インターネットラジオステーション＜音泉＞＆音mart」が出店し、ラジオCDやグッズの販売を行った。会計に応じて「ストラックアウトだポン!」というゲームにチャレンジすることができた。
- ラジオCD発売記念イベント! 「selector radio WIXOSS」公開録音 Phase.3 〜みんな一緒によろしくるんる～ん〜（2015年11月1日）
東京都浜離宮朝日ホールにて収録。＃57にて放送。
ゲストに日高里菜（ミルルン 役）、種田梨沙（繭 役）が参加する。
公録宛メール「るんる～んした事」を募集していた。
公開録音後には、ゲストの日高、種田がパーソナリティを務める、ストライク・ザ・ブラッドの『ストブらじお 雪菜と凪沙のおとなり放送局』との対決企画、『加隈 vs 大沢セクシー三羽烏 築地大血戦[注 2]』が行われた[5]。
- selector radio WIXOSS エクストラターン（2016年4月16日）
東京都TFTホール（東京ファッションタウンビル）にて行わる「WIXOSS2周年記念 大・お花見大会」にて収録。4月21日にSP回として配信[6]。

「WIXOSS2周年記念 大・お花見大会」には「インターネットラジオステーション＜音泉＞＆音mart」が出店し、ラジオCD「selector radio WIXOSS Vol.5」の先行販売、過去のラジオCDの販売を行った。1会計につき1回オリジナル久野ポンボイスが聴くことができる「ウィクロスロット」で遊ぶことができた。

## Lostorage radio WIXOSS
『Lostorage radio WIXOSS』（ロストレージ レディオ ウィクロス）は、2016年10月4日から2017年1月31日まで毎週火曜に配信された。全17回。パーソナリティは穂村すず子役の橋本ちなみとリル役の伊藤静。2017年4月25日から12月19日までは、月1回（10・11月は配信なし）火曜に『Lostorage radio WIXOSS -Booster Pack-』（ロストレージ レディオ ウィクロス ブースターパック）が不定期配信された。全6回。

### コーナー（Lostorage）
- ふつおた - 出演者への質問、作品や番組への感想など、コーナーに当てはまらない投稿のコーナー。
- Lost Memory mail WIXOSS - 作品のコインと共に記憶を失う設定になぞらえ、リスナーから送られた「楽しかった思い出」を番組スタッフが一部虫食い状態にして2人に読んでもらい、出演者に隠された部分を補い、正しい思い出を当てるコーナー。
- 友情コイン5 - パーソナリティー二人がすず子とリルのようなコンビになるべくリスナーから募集した「これをしたら、より仲良くなれる」というアイディアに挑戦し、より仲良くなっていくコーナー。最初の段階で持っているコインは、金色のコインが1枚、灰色のコインが4枚と設定され、挑戦に成功したら金色、失敗したら灰色のコインになり、全てのコインを金色にするのを目指す。尚、失敗した場合は二人は罰ゲームも受ける。
- ウィクロスクールR組 - 橋本ちなみが、架空の学校ウィクロスクールの生徒といった体で、前半はカードゲームWIXOSSの内容を、講師役の山口朋（タカラトミー）やWIXOSS GIRLSに、後半は大人の女性になるため、講師役の伊藤静に講義を受ける。

## conflated edition
『radio WIXOSS -conflated edition-』（レディオ ウィクロス コンフレーテッドエディション）は、2018年4月に放送開始されたアニメ第2シリーズ2期『Lostorage conflated WIXOSS』の関連番組。同年3月30日から7月6日まで配信された。全15回。パーソナリティは加隈亜衣と橋本ちなみの2名が共同で務めた。
『conflated』の主役格である水嶋清衣役の大西沙織はコーナーで声のみ出演となり、前2番組の歴代共同パーソナリティだったタマ役の久野美咲とリル役の伊藤静はそれぞれ「久野ポン」「しずかポン」として出演した。

## ラジオCD
selector radio WIXOSS 〜入門編CD〜
新規録りおろしラジオを収録したオーディオCD1枚組。収録時間21:09。ボーナストラックにコミックマーケット向けのタマ（久野美咲）の音声4種類が収録される。
コミックマーケット86（2014年8月15日-17日）の音泉ブースにて販売。初回生産分完売。その後音泉オフィシャルショップ「音mart」にて再生産の販売が行われた。『「selector radio WIXOSS」〜いつでも一緒パスケース〜』というパスケースを付属。
新規録りおろしラジオの内容は加隈亜衣と久野美咲がselector radio WIXOSSの紹介を行うというもの。久野美咲は録音音声としてではなく本人自身が参加している。
商品番号 SERASP-0001、JANコード4531894587279、商品番号（音martサイト記載）GOODS-0040。
selector radio WIXOSS Vol.1
2014年11月26日発売。新規録りおろしラジオを収録したオーディオCDと＃1〜＃13を収録したデータCDの2枚組。
番組中でリスナーにアイデアを募集したWIXOSSカード「噴流する知識」が同梱される。
新規録りおろしラジオは、パーソナリティは加隈亜衣と久野美咲で、ゲストは佐倉綾音（紅林遊月/ユヅキ 役）が天の声として登場する。
商品番号 TBZR-0309/0310、発売・販売元タブリエ・コミュニケーションズ、JANコード4531894586586。
久野ポン天の声シリーズにゃん♪
音泉通販の特典。タマ（久野美咲）の番組内使用ボイス29種類を収録。
商品番号 SERASP-0002。
selector radio WIXOSS 〜なかよしCD〜
新規録りおろしラジオを収録したオーディオCD1枚組。収録時間22:10。ボーナストラックに九州に関係したタマ（久野美咲）の音声4種類が収録される。
コミックマーケット87（2014年12月28日-30日）の音泉ブースにて販売。カードが収納できるバインダーを付属。
新規録りおろしラジオの内容は加隈亜衣と久野美咲が博多湾ナイトクルーズでのロケ収録を行ったもの。
商品番号 SERASP-0003、JANコード4531894592228、商品番号（音martサイト記載）GOODS-0043。
selector radio WIXOSS Vol.2
2015年2月25日発売。新規録りおろしラジオを収録したオーディオCDと＃14〜＃26を収録したデータCDの2枚組。
公開録音 Phase.2 〜あるあるselector!?〜でリスナーが選択したイラストを用いたWIXOSSカード「ドーピング」が同梱される。
新規録りおろしラジオは、パーソナリティは加隈亜衣と久野美咲で、ゲストは茅野愛衣（植村一衣 役）が天の声として登場する。
商品番号 TBZR-0347/0348、発売・販売元タブリエ・コミュニケーションズ、JANコード4531894592235。
久野ポン! 瀬戸ポン! 佐倉ポン! くまぽん! 天の声シリーズぽんぽん祭り♪
音泉通販の特典。久野美咲、瀬戸麻沙美、佐倉綾音、加隈亜衣の番組内使用ボイス計63種類を収録。隠しトラックとしてトラック77と99に本村康祐の音声が収録されている。
商品番号 SERASP-0004。
selector radio WIXOSS とらのあなスペシャル
とらのあなの購入特典。新規録りおろしラジオを収録したオーディオCD。収録時間32:15。
新規録りおろしラジオの内容は久野美咲がタマならぬ『トラ』として「ガオガオ」としか発せずに加隈亜衣と会話するもの。
商品番号 SERASP-1001。
selector radio WIXOSS Vol.3
2015年4月29日発売。selectorスペシャルイベント（2015年4月19日）にて先行販売。新規録りおろしラジオを収録したオーディオCDと＃27〜＃39を収録したデータCDの2枚組。
番組中でリスナーが投票及びカード面のアイデアを募集したWIXOSSカード「ラッキーガード」が同梱される。
新規録りおろしラジオは、パーソナリティは加隈亜衣と久野美咲で、ゲストは種田梨沙（繭 役）が天の声として登場する。
商品番号 TBZR-0393/0394、発売・販売元タブリエ・コミュニケーションズ、JANコード4531894607939。
あきらっきーへっちゃらポンだよ!! 久野ポン! 茅野ポン! 種田ポン! 小湊家も一緒に! ポンポン一家だ! や〜だ、ポンポン♪
音泉通販の特典。加隈亜衣、久野美咲、茅野愛衣、赤﨑千夏、種田梨沙、久保田民絵、石谷春貴によるボイス集計99種類を収録。
商品番号 SERASP-0005。
selector radio WIXOSS 〜なかよしCD Chu～☆:*･ﾟ〜
新規録りおろしラジオを収録したオーディオCD1枚組。収録時間35:51。ボーナストラックにタマ（久野美咲）と加隈亜衣の音声計9種類が収録される。
コミックマーケット88（2015年8月14日-16日）の音泉ブースにて販売。『「selector radio WIXOSS」〜いつでも一緒バインダー 2枚目〜』というカードが収納できるバインダーを付属。
新規録りおろしラジオの内容は加隈亜衣と久野美咲がタカラトミーのおもちゃ「ガガンガン」「大車輪てつぼうくん」「ココロスキャナー」で遊び仲良くなるというもの。
商品番号 SERASP-0006、JANコード4531894628842、商品番号（音martサイト記載）GOODS-0061。
selector radio WIXOSS Vol.4
2015年9月30日発売。コミックマーケット88（2015年8月14日-16日）の音泉ブース及び通販にて先行販売。新規録りおろしラジオを収録したオーディオCDと＃40〜＃52を収録したデータCDの2枚組。
番組中でリスナーにフレーバーテキスト部を募集したWIXOSSカード「ゲット・レディ」が同梱される。また2015年11月1日に開催される公開録音のチケット販売申込券が封入。
新規録りおろしラジオには、ゲストに日高里菜（ミルルン 役）が登場する。
商品番号 TBZR-0496/0497、発売・販売元タブリエ・コミュニケーションズ、JANコード4531894623069。
うぇるかむ久野ポン 〜イベントだっ! 祭りだっ! ポンっ〜
『「selector radio WIXOSS」公開録音 Phase.3 〜みんな一緒によろしくるんる～ん〜』（2015年11月1日）の来場者特典として配られたCD。タマ（久野美咲）の音声26種類が収録される。
商品番号 SERASP-0007。
selector radio WIXOSS 〜なかよしCDサンぽ編〜
新規録りおろしラジオを収録したオーディオCD1枚組。収録時間48:25。ボーナストラックにタマ（久野美咲）と加隈亜衣の音声計13種類が収録される。
コミックマーケット89（2015年12月29日-31日）の音泉ブースにて販売。『「selector radio WIXOSS」〜いつでも一緒バインダー 3枚目〜』というカードが収納できるバインダーを付属。
新規録りおろしラジオの内容は加隈亜衣と久野美咲がタカラトミー社内、タカラトミーがある立石 (葛飾区)を散歩するというもの。
商品番号 SERASP-0008、JANコード4531894645351、商品番号（音martサイト記載）GOODS-0116。
selector radio WIXOSS Vol.5
2016年5月25日発売。WIXOSS2周年記念 大・お花見大会（2016年4月16日）にて先行販売。新規録りおろしラジオを収録したオーディオCDと＃53〜＃65を収録したデータCDの2枚組。
公開録音 Phase.3のイベントを元にしたWIXOSSカード「集結する守護」が同梱される。
新規録りおろしラジオには、ゲストに種田梨沙（繭 役）が登場する。
商品番号 TBZR-0572/0573、発売・販売元タブリエ・コミュニケーションズ、JANコード4531894648949。
久野ポンとおしゃべりしましょ♪〜久野ポンの冒険〜
音泉通販の特典。オリジナルショートストーリー「久野ポンの冒険」（出演は加隈亜衣と久野美咲）と、「久野ポンBooster Pack ver」「久野ポンdestructed ver」としてタマ（久野美咲）の音声56種類が収録される。
商品番号 SERASP-0009。
selector radio WIXOSS 番外編 〜ちよりとエルドラの小部屋〜
新規録りおろしラジオを収録したオーディオCD1枚組。収録時間56:52。
番外編と称して、パーソナリティに杜野まこ（ちより 役）と新井里美（エルドラ 役）の二人が、ラジオを行うというもの。ボーナストラックに二人の音声計4種類が収録される。
2016年8月12日発売。タカラトミー主催のイベント「WIXOSS SUMMER STORE」（2016年8月7日、東京ビッグサイト）の音泉ブースにて先行販売。また、「小樽アニメパーティー2016」（2016年8月27日～8月28日、北海道小樽市）にて、新井里美による「新井里美さんDJCD、WIXOSSカードお渡し会」（2016年8月28日、ニュー三幸 小樽本店）を開催。
番組内容は、ポンボイス（天の声）を収録する「ポンボイスをポ～ンとやってみよう!」、お互いに関するクイズに挑戦する「クイズ新井里美&クイズ杜野まこ」、作品について語る「selector interview WIXOSS」。
商品番号 SERASP-0010。